# Ernst Werner (Bauingenieur)
Ernst Werner (* 18. November 1925 in Duisburg; † 14. Januar 1990 in Mülheim an der Ruhr) war ein deutscher Statiker und Hochschullehrer.

## Leben
Ernst Werner verbrachte seine Jugend in Bonn, wo er die Ernst-Moritz-Arndt-Oberschule besuchte. Kaum 18-jährig wurde er in die Wehrmacht eingezogen. Wie damals mit den angehenden Abiturienten in dieser Situation üblich, erhielt er mit dem sogenannten Reifevermerk einen vorläufigen Schulabschluss. Im Mai 1945 wurde Werner wegen mehrfacher Verwundungen aus der französischen Kriegsgefangenschaft entlassen. Schon im Herbst 1945 besuchte Werner die Vorsemesterkurse an der Universität Heidelberg und nahm im Frühjahr 1946 das Bauingenieurstudium an der TH Karlsruhe auf, das er schon 1950 erfolgreich abschließen konnte. Danach trat er in das Duisburger Ingenieurbüro von Professor Georg Lewenton (1902–1988) als Statiker ein, wurde 1960 dessen Partner und avancierte 1962 zum Prüfingenieur für Baustatik. Dem Ingenieurbüro blieb er bis zu seinem Tode treu. Seit 1966 unterrichtete er Architekturstudenten an der damaligen Folkwangschule für Gestaltung in Essen-Werden das Fach Tragwerkslehre. Bereits in seinen ersten Publikationen thematisierte Werner die Geschichte der Bautechnik und Baustatik. Sie deuten nicht nur sein Engagement für technische Denkmäler auf dem Gebiet des Eisen- und Stahlbaus an, sondern auch seine historisch akzentuierte Tragwerkslehre. Mit großem Einsatz wirkte Werner an der Überführung der Folkwangschule in die Universität-Gesamthochschule Essen mit, in dem er den Aufbau des Diplomstudienganges Bauingenieurwesen verantwortlich vorantrieb. Insbesondere ist die Einrichtung des Studienganges Bautechnik für angehende Berufsschullehrer mit seinem Namen verbunden: Hier gelang es Ernst Werner, die Entwicklungsgeschichte der Bautechnik für die Hochschullehre fruchtbar zu machen. Werner wurde 1974 zum Professor am Fachbereich Bauwesen der Universität Essen ernannt, promovierte sich noch im selben Jahr mit einer Dissertation über die Geschichte des Eisenbrückenbaus an der TU München bei Franz Hart und Kurt Latzin zum Dr.-Ing. und habilitierte sich zwei Jahre später an der Universität Duisburg mit einer Arbeit über die Geschichte der Balkentheorie. An der Universität Duisburg nahm er auch mehrere Jahre einen Lehrauftrag wahr. Gleichwohl beschränkte sich Werner nicht nur auf die Hochschullehre, vielmehr suchte er die Relevanz bautechnikhistorischen Wissens auch Architekten, Denkmalpflegern, Technikhistorikern und beratenden Bauingenieuren nahezubringen. Hervorzuheben sind seine Beiträge zur Geschichte des Eisen- und Stahlbaus sowie der Fachwerk- und Balkentheorie. Dies alles fasste er 1980 in seiner Monographie Technisierung des Bauens zusammen. Im selben Jahr wurde Werner für drei Jahre in das Amt eines Stellvertreters des Rektors der Universität Essen gewählt und mit der Aufgabe des Konrektors für Hochschulplanung und Finanzangelegenheiten betraut.
Aufgrund einer schweren Erkrankung, an der er 1990 verstarb, emeritierte er schon 1984 und hinterließ damit eine große Lücke auf dem Gebiet der Historiographie der Bautechnik in der Bundesrepublik Deutschland. Er war deren erster systematisch arbeitenden Vertreter, dem es gelang, bautechnikhistorisches Wissen umfassend in der Tragwerkslehre, Technikgeschichte und Technikdidaktik des Bauwesens zu verankern.

## Werke
- Frühe Tragwerke aus Holz und Stein. (= Folkwang Information. Nr. 6). Folkwangschule für Gestaltung, Essen 1969.
- Britannia- und Conway-Röhrenbrücke. Werner-Verlag, Düsseldorf 1969.
- Tragwerkslehre – Baustatik für Architekten. Teil 1 und 2. Werner-Verlag, Düsseldorf 1970.
- Der Kristallpalast zu London 1851. Werner-Verlag, Düsseldorf 1970.
- Die Brücke über den Neumagen in Staufen. In: Schau-ins-Land. Jahresheft des Breisgau-Geschichtsverein. 89. Jg., 1971, S. 135–148.
- E. Werner, L. Schwarz (Hrsg.): Georg Lewenton zum 5. Juni 1972. Walter Braun Verlag, Duisburg 1972.
- Die Gießhalle der Sayner Hütte. In: Zentralblatt für Industriebau. 19. Jg., H. 6, 1973, S. 254–260.
- Die Haniel-Brücke zwischen Ruhrort und Duisburg. In: Duisburger Forschungen. Band 17, 1973, S. 101–164.
- Die Eisenbahnbrücke über die Wupper bei Müngsten 1893–1897. (= Technische Denkmäler. Arbeitsheft 4). Bonn 1973.
- Die ersten Ketten- und Drahtseilbrücken. (= Technikgeschichte in Einzeldarstellungen. Nr. 28). VDI-Verlag, Düsseldorf 1973.
- Die ersten eisernen Brücken (1777–1859). Dissertation. TU München, 1974.
- Das Eisen als Bauhilfsstoff und Verbindungsmittel in alten Tragwerken. In: Zentralblatt für Industriebau. 21. Jg., H. 2, 1975, S. 56–62.
- Die Entwicklung der Biegetheorie von Galilei bis Navier. Habilitationsvortrag. Duisburg 1976.
- Die eisernen Brücken – einige Aspekte ihrer Entwicklung. In: Eisen Architektur. Die Rolle des Eisens in der historischen Architektur der ersten Hälfte des 19. Jahrhunderts. ICOMOS-Kolloquium in Bad Ems. Hannover 1978, S. 33–39.
- Wer kennt die absolute Wahrheit? Denkansätze in Technik und Wissenschaft. In: Consulting. H. 12, 1979, S. 10–13 und H. 1, 1980, S. 50f.
- Technisierung des Bauens. Geschichtliche Grundlagen moderner Bautechnik. Werner-Verlag, Düsseldorf 1980.